# 12 Водолея
12 Водолея (лат. 12 Aquarii) — тройная звезда в созвездии Водолея на расстоянии (вычисленном из значения параллакса) приблизительно 502 световых лет (около 154 парсеков) от Солнца. Видимая звёздная величина звезды — +5,67m.

## Характеристики
Первый компонент (HD 200497A) — жёлтый яркий гигант или оранжевый гигант спектрального класса G4II или K0/1III. Масса — около 2,6 солнечных. Эффективная температура — около 5012 К.
Второй компонент (HD 200497B) — белая звезда спектрального класса A3. Масса — около 2 солнечных. Эффективная температура — около 8511 К. Удалён на 0,3 угловых секунды. Орбитальный период — около 18,5 лет.
Третий компонент (HD 200496) — белая звезда спектрального класса A4 или A3V. Масса — около 1,9 солнечной. Эффективная температура — около 8318 К. Удалён на 2,44 угловых секунд.